# Tournées nord-américaines des Beatles en 1964
Vous lisez un « article de qualité » labellisé en 2013.
Tournées par The Beatles
Tournée britannique
(avril–mai 1964) Tournée européenne
(juillet–août 1964)
Les deux tournées américaines des Beatles en 1964 sont les deux premières tournées du groupe anglais aux États-Unis et au Canada.
Alors que les artistes britanniques populaires peinent à s'exporter aux États-Unis, les Beatles parviennent à s'y imposer dès leur première visite, en février 1964. Aidé par une importante campagne publicitaire menée par Capitol Records, le groupe attire les foules et apporte avec lui la Beatlemania. Durant ces deux semaines aux États-Unis, les Beatles se produisent à deux reprises au Ed Sullivan Show où ils pulvérisent les records d'audiences télévisuelles, et donnent des concerts dans des salles prestigieuses de New York, Washington et Miami. Si la presse, notamment new-yorkaise, peut se montrer critique et dubitative, ce premier passage du groupe en sol américain renforce ses ventes de disques et assoit sa domination des hit-parades américains.
La seconde tournée, bien plus importante, s’étale sur une période d’un mois, en août et septembre 1964. Très longue et harassante pour le groupe, elle comprend une trentaine de concerts et nécessite une logistique importante, surtout de la part des autorités locales qui doivent veiller à éviter les débordements des fans. La tournée est ainsi émaillée de nombreux incidents et déclenche quelques controverses, notamment au sujet de l'hystérie dont font preuve les admirateurs du groupe. Malgré tout, cette tournée confirme le succès des Beatles en Amérique du Nord, attirant en tout un public d’environ 360 000 spectateurs. L'ensemble de ces évènements fait d'eux les précurseurs de la British Invasion.

## Découverte des États-Unis (février 1964)
« Nous savions que l'Amérique ferait de nous des vedettes mondiales ou nous détruirait. En définitive, elle nous a faits. »

— Brian Epstein, manager des Beatles.

### Préparation
Avant les Beatles, aucun artiste britannique populaire dans son pays ne semble en mesure d'exporter son succès aux États-Unis. Un exemple des plus marquants est celui de Cliff Richard, dont l'histoire réfrène les ambitions des Beatles et leur fait définitivement considérer le marché américain comme inaccessible. John Lennon témoigne ainsi : « Cliff y est allé, et il s'est ramassé. Il était tout en bas de l'affiche de Frankie Avalon. » De plus, au début de l'année 1963, quatre disques des Beatles ont été distribués aux États-Unis, par deux maisons de disques différentes (Vee Jay et Swan), sans rencontrer le succès. Au même moment, les Beatles provoquent pourtant un engouement populaire retentissant sur le continent européen, à tel point que la presse commence à parler de « Beatlemania ».
Assuré de la réussite des Beatles en Europe, leur manager Brian Epstein se rend à New York au mois de novembre 1963 pour tenter d'investir le marché américain. Il commence par faire en sorte que Capitol Records soit désormais le seul distributeur des disques de son groupe, aux États-Unis. Pourtant filiale d'EMI, la maison mère des Beatles, Capitol ne leur avait jusqu'alors pas porté d'intérêt. Epstein se rend ensuite chez Ed Sullivan, animateur sur la chaîne CBS du Ed Sullivan Show, l'émission de variété la plus populaire aux États-Unis. Epstein obtient deux passages des Beatles chez Sullivan, mais pour seulement 10 000 dollars, soit beaucoup moins que les tarifs en vigueur. Le producteur de Sullivan expliquera plus tard qu'il considérait cette idée ridicule à l'époque, les Beatles étant non seulement anglais mais aussi parfaitement inconnus en Amérique du Nord. Néanmoins, Ed Sullivan a pu se faire une claire idée de la Beatlemania, le jour d'octobre 1963 où il s'est retrouvé pris dans une indescriptible cohue à l'aéroport de Londres alors que son avion était retardé en raison de l'arrivée des Beatles, de retour d'une série de concerts en Suède.  Sullivan, conscient du potentiel des jeunes musiciens anglais, accepte donc la demande d'Epstein, après plusieurs jours de négociations. Les deux émissions auxquelles vont participer le groupe sont ainsi programmées les 9 et 16 février 1964 et la campagne publicitaire, lancée par Capitol à partir de décembre, assure une promotion maximale au groupe.

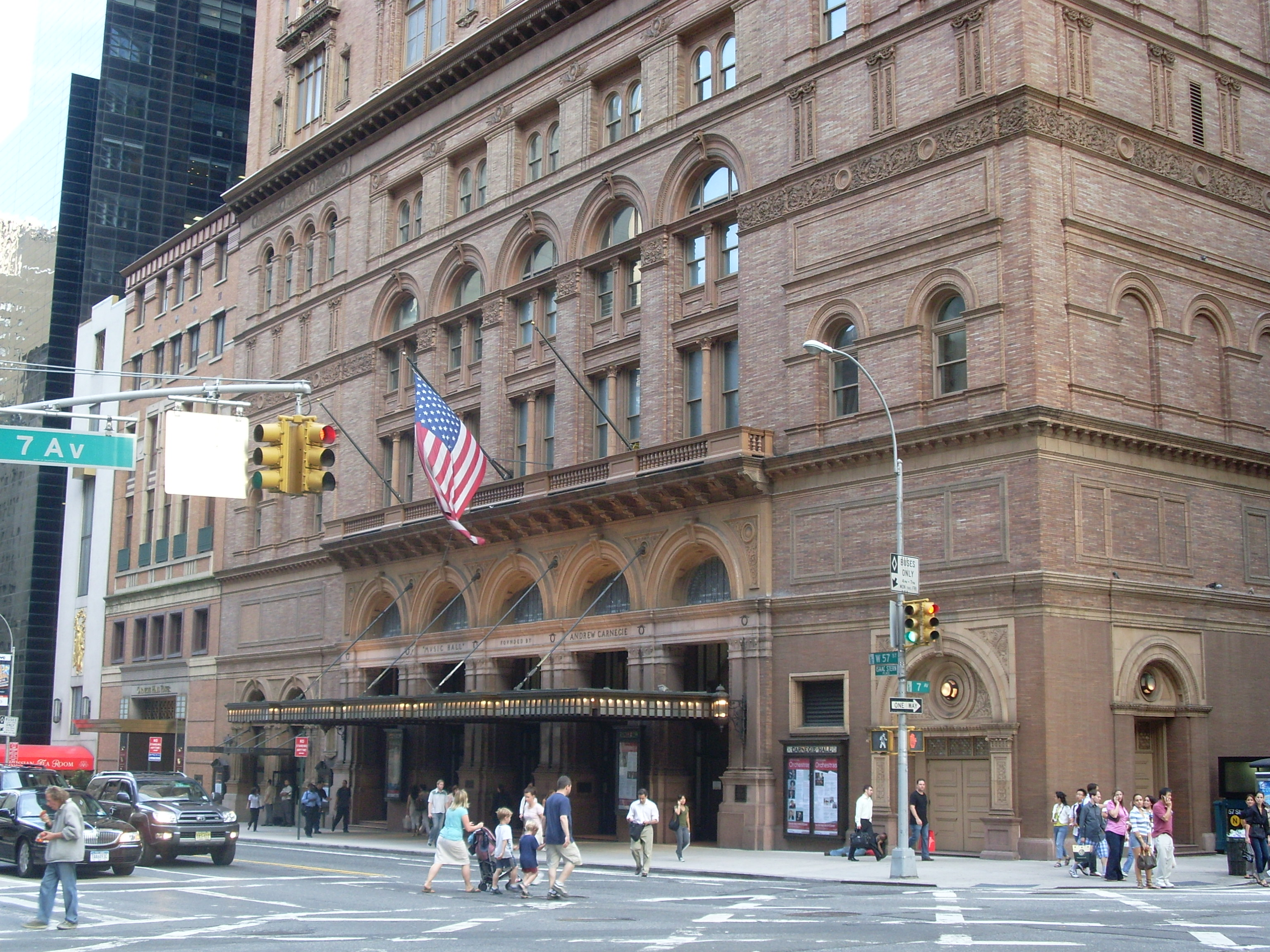
En 1964, Brian Epstein obtient deux concerts au Carnegie Hall de New York.

Fort de ce premier succès, Epstein rencontre le producteur et promoteur musical Sid Bernstein et négocie deux concerts au réputé Carnegie Hall de New York. Pour Epstein, il représente alors la meilleure salle de spectacle du monde, étant à peine accessible aux musiciens pop. Sid Bernstein a entendu parler des Beatles dans le cadre de ses études. Agent artistique à la General Artists Corporation (GAC), il a étudié en cours du soir les sciences politiques avec une spécialité sur l'Angleterre, ce qui l'a amené à lire la presse du pays : « Je ne voyais que des articles sur ces Beatles. J'étais censé m'occuper de la jeunesse pour la GAC, et je ne savais rien sur eux. Personne, dans le métier, ne s'intéressait à la scène anglaise. » Il propose ainsi au manager des Beatles 6 500 dollars pour deux concerts au Carnegie Hall, ce qu'Epstein finit par accepter. En devenant le premier homme à organiser un concert des Beatles à New York, Sid Bernstein acquiert un certain statut et lance sa propre agence. Il organisera par la suite tous les concerts new-yorkais du groupe, à une exception près.
Le 13 janvier 1964, I Want to Hold Your Hand sort en 45 tours aux États-Unis et entre à la 83e place des charts du pays, alors qu'il vient de passer deux mois en tête au Royaume-Uni. Deux semaines plus tard, le single monte à la 42e place. Début février, alors que les Beatles donnent une série de concerts à l'Olympia de Paris, la nouvelle finit par tomber : leur disque vient de se positionner en tête des hit-parades américains. Les journalistes du pays traversent alors l'Atlantique pour interviewer les quatre musiciens (Life Magazine publie un reportage de six pages) et, dans le même temps, le Carnegie Hall croule sous les demandes de billets. Sid Bernstein témoigne qu'il a dû donner sa place à Margaretta, l'épouse de Nelson Rockefeller, et qu'il aurait finalement pu vendre les billets quatre fois plus cher. Le Ed Sullivan Show est lui aussi assiégé : 50 000 demandes pour les  728 places de l'auditorium CBS, situé sur Broadway, d'où l'émission est diffusée. Par ailleurs, pour tenir son engagement au Carnegie, Brian Epstein refuse une offre de plusieurs milliers de livres au Madison Square Garden.
Dans ce contexte déjà favorable, Capitol Records investit 50 000 dollars dans la campagne publicitaire. Cinq millions d'affiches « Les Beatles arrivent » sont placardées dans tout le pays. La discographie britannique du groupe est envoyée aux principaux disc jockeys locaux, et on distribue un million d'exemplaires d'un journal de quatre pages consacrées au groupe. La direction de Capitol se fait prendre en photo avec une perruque Beatle, et des célébrités américaines comme Janet Leigh font de même. Le vice-président de Capitol résume la situation : « Pour ça, on a fait du battage. Mais tout le battage du monde ne vendra jamais un mauvais produit. » Les Beatles sont dès lors attendus avant même de quitter leur pays.

### Arrivée de la Beatlemania
« Il apparait que les Beatles ont été un remède pour ces jours sombres après la mort de John F. Kennedy. Quelque chose de différent, exotique, joyeux et même euphorique était ce remède. Avec le recul, il est clair qu'il devait venir d'en dehors de l'Amérique, d'au-delà des frontières d'un pays encore en plein deuil. »

— Steve Greenberg, Billboard.

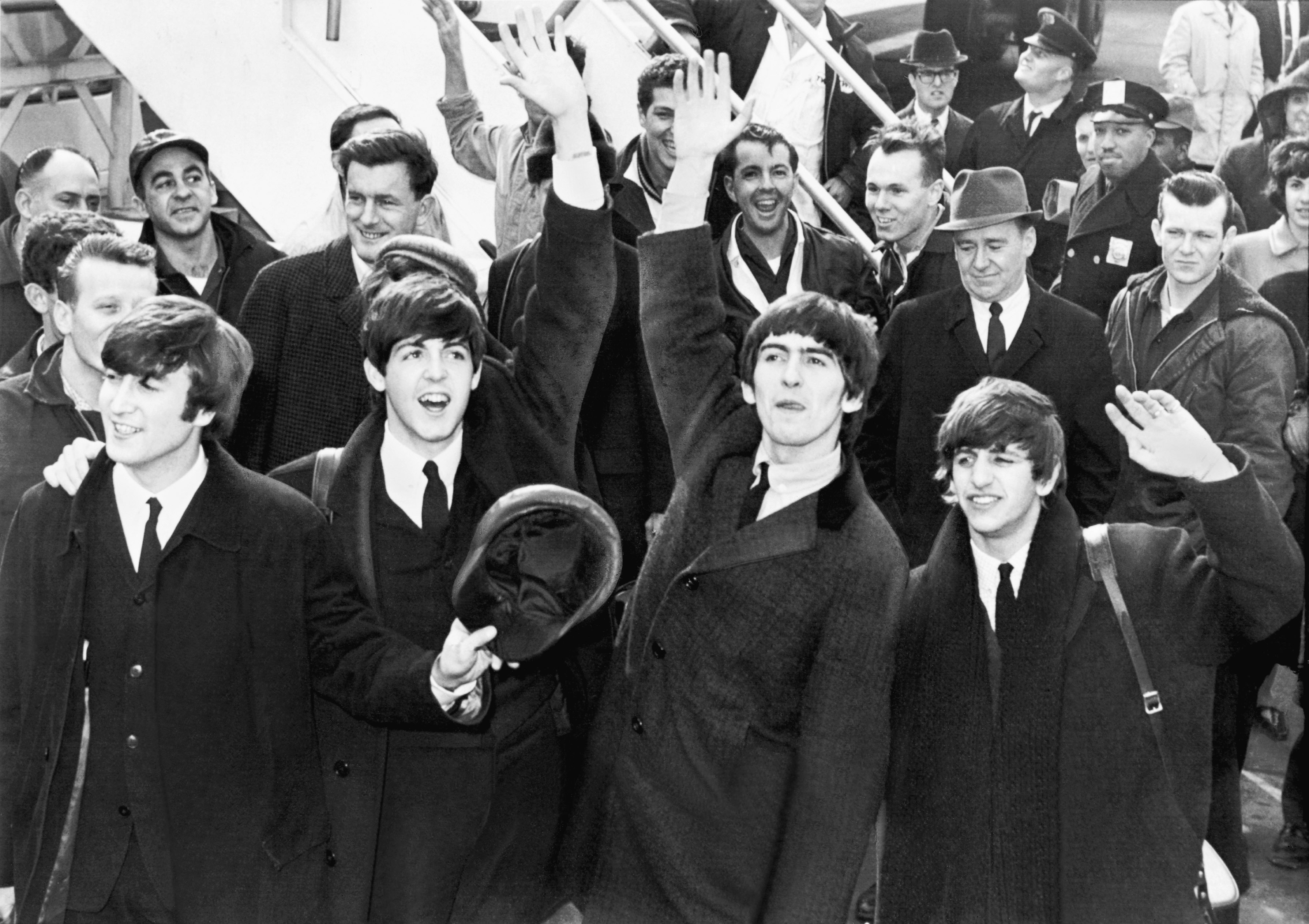
Arrivée des Beatles à l'aéroport JFK, le 7 février 1964.

Le 7 février 1964, les Beatles s'envolent de l'aéroport londonien de Heathrow investi par une foule imposante de plusieurs milliers de fans venus leur souhaiter bon voyage. La radio new-yorkaise WMCA les suit heure par heure : « Il est 6 h 30, heure Beatles. Ils ont quitté Londres il y a une demi-heure et se trouvent actuellement au-dessus de l'Atlantique, direction New York. La température est de 0 degré Beatles. ».  En débarquant du vol Pan Am 101 à l'aéroport JFK, les Beatles constatent que 10 000 fans en folie les attendent. « On est descendu de l'avion, et c'est comme si on était chez nous, encore des millions de mômes », observe Ringo Starr. Sitôt arrivés, les musiciens britanniques sont embarqués dans une conférence de presse qui se déroule dans une ambiance surexcitée, voire chaotique, dans un des salons de l'aéroport, et s'en donnent à cœur joie. À la question « Pouvez-vous nous chanter quelque chose ? », la réponse de John Lennon fuse : « Non ! L'argent d'abord ! ». Pour sa part, Ringo Starr, lorsqu'on lui demande s'il aime Beethoven, se fend d'un « C'est un grand ! J'aime beaucoup ses poèmes ».  Ils arrivent ensuite dans Manhattan à bord d'une limousine noire encadrée de policiers à cheval (Paul McCartney a un transistor collé à l'oreille qui diffuse leur musique en continu), au milieu d'une horde de fans déchaînés massés sur les trottoirs.
Les Beatles découvrent alors une autre culture, et notamment celle de la publicité agressive, dont ils deviennent les instruments à leur insu. Neil Aspinall, road manager du groupe, témoigne ainsi que « les gens nous faisaient toutes sortes de coups. Pendant les conférences de presse, il y avait derrière nous de grandes affiches vantant tel ou tel produit, et nous, on ne remarquait rien. » On s'arrache le groupe pour obtenir une « licence Beatles ». Naïfs, ils acceptent de citer en direct radio les noms de telles ou telles émissions, leur offrant sans discernement une publicité gratuite. Brian Epstein finit par y mettre un terme : « Les animateurs s'en sont donné à cœur joie, mais au bout de quelques jours, j'ai dû tout arrêter avec sévérité. » Il n'empêchera pas que des interviews du groupe, enregistrées sans autorisation, soient mises en vente en 33 tours avec leur photo sur la pochette. Conséquence de ce passage aux États-Unis : on évalue, pour l'année 1964, à 50 millions de dollars le chiffre d'affaires en produits dérivés du groupe.
Deux jours après son arrivée, le 9 février 1964, le groupe se présente au studio du Ed Sullivan Show. Ils enregistrent dans l'après-midi un set destiné à être diffusé après leur départ, avant de participer à l'émission proprement dite, en direct, le soir même. Les Beatles présentent cinq de leurs chansons, ouvrant avec All My Loving, Till There Was You et She Loves You, pour revenir avec I Saw Her Standing There et I Want to Hold Your Hand. Le record d'audience de l'émission explose : plus de 73 millions de téléspectateurs américains y assistent, soit environ 45 % de la population, ce qui reste un des taux les plus élevés de toute l'histoire de la télévision américaine, hors retransmissions sportives . Ce passage cathodique marque les esprits de toute une génération, Paul McCartney rapportant des propos que Dan Aykroyd des Blues Brothers lui a tenus : « Oh mec, si je me souviens de ce dimanche soir ! On ne comprenait rien à ce qu'on venait de prendre en pleine gueule ! » A posteriori, les médias américains iront jusqu'à dire que cet événement télévisuel a redonné le moral aux États-Unis, encore profondément traumatisés 77 jours après l'assassinat de John F. Kennedy. Les Beatles participent quelques jours tard à une deuxième émission du Show, cette fois en direct du Deauville Hotel de Miami.
En contraste total avec ce succès populaire, la presse new-yorkaise publie des comptes-rendus plutôt sarcastiques, voire méprisants, de leur prestation. Les Beatles sont ainsi jugés « inoffensifs », « comme les hula hoops et les poissons volants » (New York Post, New York World Telegram and Sun), ou encore décrits comme « quatre types de Liverpool pas sérieusement inquiétants, des rigolos » (New York Journal). Le Herald Tribune met leur succès sur le compte de la publicité, tandis que le Newsweek juge leurs chansons « désastreuses, un fatras grotesque de sentiments pour cartes de la Saint-Valentin. » Vexé par cet accueil difficile, Brian Epstein est à deux doigts d'annuler les conférences de presse qui ont été programmées. Cependant, ces critiques n'empêchent pas le public américain de se ruer sur les disques des Beatles : le 10 février, Capitol remet deux disques d'or au groupe pour I Want To Hold Your Hand et Meet The Beatles! ; le 12, c'est un disque d'or pour She Loves You, car le titre grimpe très rapidement dans les palmarès, pour atteindre la première place le 21 mars.
La Beatlemania s'est emparée du public new-yorkais. L'hôtel des Beatles n'a rien prévu de particulier, pensant avoir affaire à des businessmen ordinaires. Le Plaza Hotel est ainsi constamment pris d'assaut par les fans et la presse. Astreints à rester dans leurs chambres, les Beatles doivent prévenir la police une heure à l'avance pour toute sortie, sans quoi celle-ci ne peut garantir leur sécurité. Un début de promenade dans Times Square les dissuade de se déplacer autrement qu'enfermés dans une voiture. Durant leur répétition avant leur passage au Ed Sullivan Show, une centaine de policiers, aidés par la police montée, sont nécessaires pour contenir les fans. Ils parviennent tout de même à visiter Central Park pour une séance de photos, mais encore une fois sous bonne garde policière. Le Daily Mail résume ainsi : « La police new-yorkaise n'a pas aussi durement travaillé depuis la présence conjointe de Castro, de Khrouchtchev et de Tito dans la ville, en 1960. »

### Washington, New York et Miami
« Ce n'est pas de la culture, c'est juste une grande rigolade »

— Paul McCartney répondant à un journaliste américain qui lui demande quelle place vont à son avis prendre les Beatles dans la culture occidentale

Le parcours des Beatles pour leur première tournée américaine.

Après leur premier passage au Ed Sullivan Show, les Beatles prennent le train pour Washington, D.C. où ils donnent, le 11 février, leur premier véritable concert sur le sol américain. Dans ce train, un journaliste interroge Paul McCartney. Il lui dit : « Quelle place à votre avis vont prendre les Beatles dans la culture occidentale ? » Après lui avoir demandé si c'était une blague, le bassiste des Beatles lui répond « Ce n'est pas de la culture. C'est juste une grande rigolade ». Au total, 8 000 personnes remplissent la salle du Washington Coliseum, soit la plus grande audience jusque-là pour un concert du groupe. Ce premier concert des Beatles est annonciateur de tous ceux à venir. Comme cela deviendra une habitude, les conditions dans lesquelles ils doivent se produire sont loin d'être idéales : dans le Coliseum, la scène est au milieu de la salle, comme un ring, la batterie de Ringo Starr est placée sur un plateau pivotant pour que le groupe puisse jouer face à l'une ou l'autre partie du public. Le matériel fonctionne mal, et les Beatles doivent, eux-mêmes, faire tourner le plateau sur lequel leur batteur est installé. Les conditions de sonorisation pour un public de cette importance sont, à cette époque, encore balbutiantes, l'atmosphère est électrique et les fausses notes se perdent dans les hurlements du public, qui bombarde continuellement la scène de jelly babies, bonbons dont George Harrison s'est déclaré friand.
Pour éviter la cohue, le Premier ministre britannique Alec Douglas-Home, qui doit arriver à Washington, D.C. le même jour que les Beatles, décale son voyage d'un jour. À l'occasion de leur déplacement, les Beatles sont invités à une réception chez l'ambassadeur britannique, devant se plier aux exigences des invités, comme de signer des autographes, et obligés de faire face à des fans trop entreprenants : quelqu'un essaye notamment de couper des mèches de cheveux de Ringo Starr. Les Beatles détestent unanimement cet épisode, John Lennon ayant même quitté les lieux avant la fin, et ils refuseront systématiquement par la suite de se rendre dans ce genre de réception. C'est en relatant cet événement des cheveux coupés à la BBC que Ringo Starr laisse échapper les mots « tomorrow never knows », accident de langage qui deviendra le titre d'une chanson signée John Lennon et publiée deux ans plus tard sur l'album Revolver.
Le 12 février, le groupe revient à New York pour donner deux concerts au Carnegie Hall, eux aussi à guichets fermés, avec 6 000 spectateurs lors de chaque représentation. Les sets ne durent toutefois que 25 minutes, ce que la presse ne manque pas de critiquer. Après le spectacle, Sid Bernstein essaie de négocier avec Brian Epstein un concert de dernière minute au Madison Square Garden, juste avant que le groupe ne quitte les États-Unis ; Epstein préfère décliner.
Après ces succès à New York et Washington, D.C., les Beatles s'envolent pour Miami, dans le Sud de la Floride, pour leur seconde prestation au Ed Sullivan Show. Encore une fois, ils sont attendus par des fans en furie et, cette fois, la cohue occasionne des dégâts qui se chiffrent en milliers de dollars. Entre les répétitions au Deauville Hotel et les longues séries d'interviews, ils s'octroient quelques vacances, sur la plage, en croisière sur un yacht ou dans une piscine prêtés par un millionnaire. « Pendant qu'on rôtissait au soleil », comme l'explique John Lennon, le travail de composition pour l'album à venir, A Hard Day's Night se poursuit à un rythme soutenu. Le 16 février, ils se produisent au Ed Sullivan Show en direct de leur hôtel, avec un set légèrement différent (Till There Was You remplacée par This Boy, ajout de From Me to You). Même si la vedette officielle de l'émission du jour est Mitzi Gaynor, ce sont les Beatles qui attirent de nouveau plus de 70 millions de téléspectateurs. Durant leur court séjour à Miami, ils rencontrent le boxeur Cassius Clay, alors en pleine préparation de son combat contre le champion en titre Sonny Liston. La rencontre est largement couverte par la presse, qui joue sur la différence de gabarit entre les Beatles et le futur Muhammad  Ali. Ce dernier, qui dominera son sport pour la décennie suivante, se fend d'un commentaire : « Ça va rendre Liston dingue : les Beatles viennent me voir et pas lui. »
Les Beatles quittent les États-Unis le 22 février. Dès leur retour en Angleterre, les propositions de tournées affluent chez leur manager Brian Epstein. La conquête des États-Unis se concrétise aussi au niveau des royalties sur les disques : Capitol Records verse à Epstein 253 000 dollars américains pour un seul mois de ventes.

#### Liste des chansons
Au Carnegie Hall de New York et au Washington Coliseum, le groupe a joué leur concert complet. Lors des autres soirs une sélection dans ces douze chansons sera choisie.
- Roll Over Beethoven
- From Me to You
- I Saw Her Standing There
- This Boy
- All My Loving
- I Wanna Be Your Man
- Please Please Me
- Till There Was You
- She Loves You
- I Want to Hold Your Hand
- Twist and Shout
- Long Tall Sally[31]

## Première grande tournée américaine (août 1964)

### Contexte et logistique
Le 24 mars 1964, le single Can't Buy Me Love atteint la première place des hit-parades, aussi bien au Royaume-Uni qu'aux États-Unis, pour un record de trois millions de pré-commandes dans les deux pays. Peu après, les Beatles réalisent l'exploit de placer cinq de leurs chansons aux cinq premières places du Billboard Hot 100 : Can't Buy Me Love, suivi de Twist and Shout, She Loves You, I Want to Hold Your Hand, et Please Please Me. Cette semaine-là, sept autres chansons du groupe sont présentes dans le Hot 100, soit un total de douze titres. Ce succès, sans précédent et jamais égalé depuis, confirme leur implantation dans le paysage musical des Américains. Dès lors, les conditions sont réunies pour y organiser une tournée de concerts de plus grande ampleur que leur brève incursion de février. Avant cela, les Beatles partent en tournée mondiale au début de l'été 1964 : après l'Europe (Danemark, Pays-Bas), ils rejoignent Hong Kong, puis la Nouvelle-Zélande et l'Australie, où ils sont accueillis par 300 000 fans devant leur hôtel, soit la plus grande assemblée qui les ait jamais attendus. Durant les premières dates de cette tournée jusqu'aux antipodes, les Beatles disposent d'un batteur temporaire, Jimmy Nicol, chargé de remplacer au pied levé Ringo Starr, opéré en urgence des amygdales.
S'il n'est plus nécessaire de faire autant de promotion que lors de leur première venue aux États-Unis, l'organisation de la tournée américaine s'étale sur plusieurs mois. Nat Weiss, chargé des opérations et déjà impliqué sur le précédent passage du groupe aux États-Unis, témoigne de la logistique et des efforts démesurés qu'il a fallu fournir : « Ça nécessitait presque autant de préparation que le débarquement de Normandie. Des millions et des millions de dollars ont changé de mains. Et il reste impossible de faire une estimation précise des coûts, entre le cachet des Beatles, les recettes des hot-dogs et la pellicule. » Il faut notamment affréter un avion privé pour leurs déplacements. De nombreux hôtels refusent le groupe, par manque de moyens pour gérer les difficultés qui les entourent, notamment la sécurité. Parmi les autres moyens déployés, on note l'utilisation d'hélicoptères et la location de voitures-leurres pour tromper les fans. Le Daily Mail du 18 août titre ainsi, en référence au dernier album du groupe : « A Hard Day's... Month. »
Dans sa biographie autorisée sur les Beatles, Hunter Davies dresse un bilan chiffré de cette première grande tournée, décrite comme la plus longue et la plus fatigante de toutes. Étalée sur 32 jours, elle voit les Beatles parcourir 361 300 kilomètres, dont 60 heures 25 minutes en avion, pour un total de 30 concerts et un gala de charité dans 24 villes américaines et canadiennes.

### Déroulement de la tournée

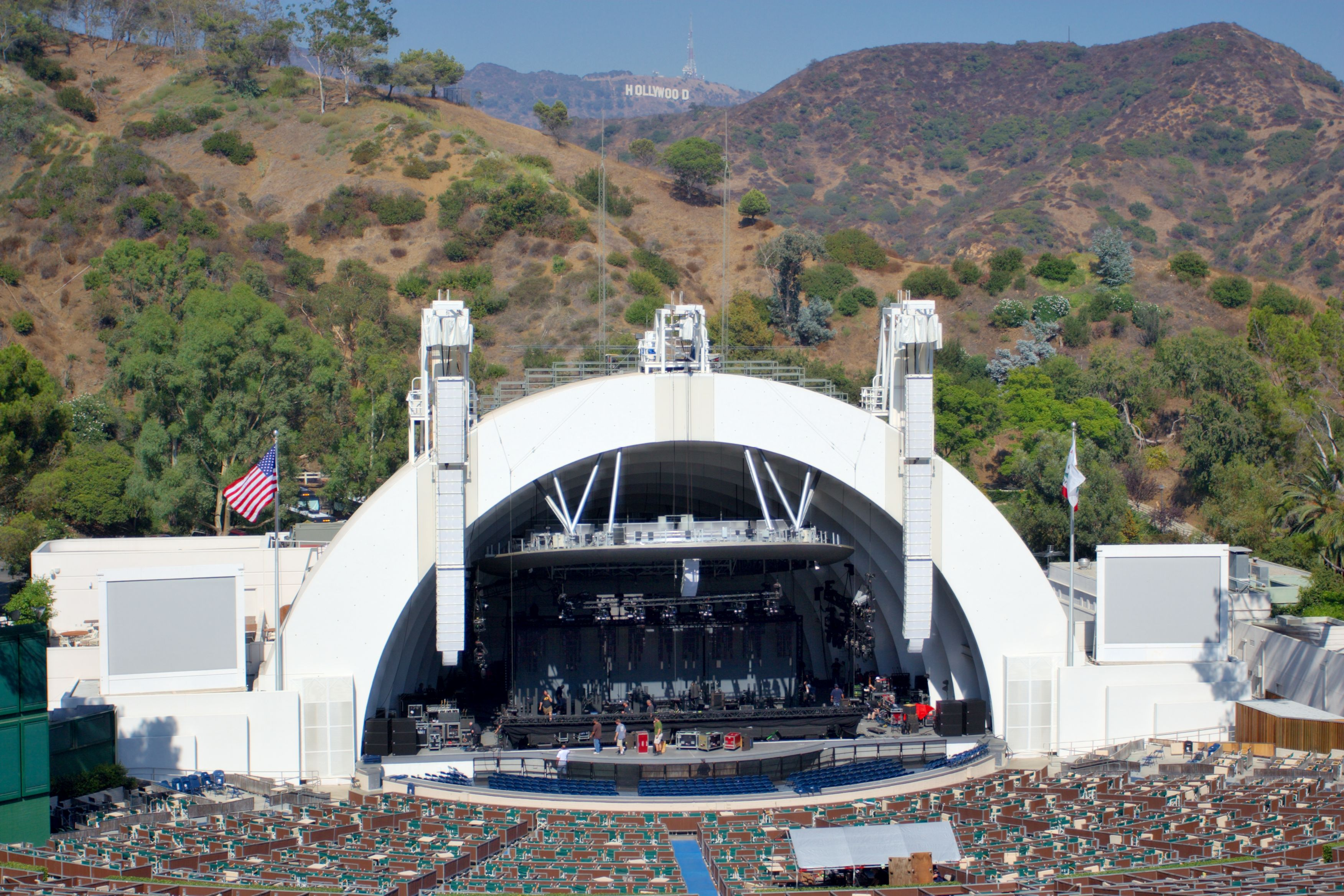
Le Hollywood Bowl, amphithéâtre en plein air.

Le premier concert de la tournée a lieu au Cow Palace de San Francisco le 19 août 1964. Partout, les Beatles  « sont entourés par des hordes de fans hystériques », avec plus ou moins de conséquences selon les endroits où ils se rendent. Le 22 août à Vancouver, pour leur premier concert au Canada, la presse rapporte qu'« un bélier humain de 1 000 adolescents a fracassé un portail de plus de 6 mètres pour pénétrer dans un stade où le groupe jouait ». La police menace de couper le courant si le calme ne se rétablit pas. Dès le lendemain, les Beatles sont à Los Angeles pour un concert au Hollywood Bowl. Les autorités sont obligées de prendre leurs précautions : une aire de 5 km2 autour de l'amphithéâtre est interdite d'accès, et des dispositions sont prises pour permettre aux habitants d'atteindre leur domicile. Grâce aux équipements de la scène, Capitol Records pense qu'il s'agit là de l'occasion rêvée d'enregistrer un album live du groupe. George Martin, producteur du groupe, est donc dépêché sur place, mais il n'a pas la moindre idée de la manière de réduire les hurlements des 18 000 fans présents ; il témoigne : « cela revenait à mettre un microphone à la queue d'un Boeing 747. » L'idée de l'album est donc remise à plus tard : le Live At The Hollywood Bowl sera finalement publié en 1977, après que George Martin et Geoff Emerick seront parvenus à obtenir un résultat acceptable en s'aidant des enregistrements de la tournée de 1965.
De nombreux incidents émaillent la tournée. Lors de leur passage à Montréal, Ringo Starr reçoit des menaces de mort, étant considéré comme un « juif anglais », ce qui est faux. La sécurité est renforcée, et Starr avoue que c'est l'une des rares fois où il a vraiment eu peur lors d'une tournée. À Cleveland, une barrière cède, ce qui force la police à arrêter le concert. À La Nouvelle-Orléans, les fans envahissent la pelouse et se lancent dans un affrontement avec la police, pour essayer de toucher un Beatle. Un journaliste écrit dans sa chronique : « Entre les chansons, John Lennon demandait régulièrement : « Qui est-ce qui gagne, maintenant ? » Et annonçant She Loves You, il ajouta : « On aimerait bien que vous veniez — au moins ceux qui sont encore vivants ! » »
L'hystérie systématique qui accompagne le groupe heurte de nombreux psychologues américains, qui s'expriment publiquement pour l'arrêt de la tournée. Les polémiques s'enchaînent lorsque les Beatles n'admettent pas la ségrégation raciale, pratique encore en usage dans certaines parties des États-Unis, malgré les efforts de Brian Epstein pour les maintenir à l'écart du débat politique. Au Gator Bowl de Jacksonville, les Beatles menacent de ne pas jouer si le public est soumis à la ségrégation.
Pendant la tournée, Charles Finley, un millionnaire de Kansas City, se manifeste pour faire passer les Beatles par sa ville, leur proposant un cachet record de 150 000 dollars américains. Bien que l'agenda du groupe soit déjà complet (hormis les jours de repos du groupe), leur manager Brian Epstein accepte l'offre, pour le prestige que représente ce montant inédit aux États-Unis. Les Beatles jouent le 17 septembre, en adaptant légèrement leur set à la ville hôte : ils interprètent le medley Kansas City/Hey, Hey, Hey, Hey, qui allait figurer sur leur album en préparation, Beatles for Sale. La foule est tellement excitée que le groupe doit descendre brièvement de la scène pour qu'elle retrouve son calme. Après le concert, l'hôtel où ils ont séjourné profite de leur passage pour vendre des morceaux de leurs taies d'oreillers : 160 000 petits morceaux de tissu sont ainsi découpés et revendus 1 dollar pièce, avec un certificat attestant leur propriétaire initial. Une autre proposition mirobolante est soumise à Epstein, cette fois refusée : une agence new-yorkaise lui propose quatre millions de livres pour tenter d'acheter le groupe.
Après Dallas le 18 septembre, le groupe revient à New York le 20 septembre, pour un dernier concert au Paramount Theatre. Refusés par le Plaza Hotel, ils logent au Delmonico Hotel. Cette prestation au Paramount est en fait un concert de charité, à 100 dollars la place, et la dernière de la tournée. C'est à ce moment que les Beatles rencontrent Bob Dylan, et que ce dernier leur fait essayer la marijuana pour la première fois. Une découverte qui a une importance incontestable dans l'évolution de leur musique. La légende veut que Dylan ait pris le « I can't hide » (« Je ne peux le cacher ») de I Want to Hold Your Hand pour « I get high » (« Je plane »), et qu'il ne se soit ainsi pas gêné pour proposer un « reefer » aux Beatles.
À leur retour à Londres, lorsqu'on leur demande comment ils ont trouvé l'Amérique, la réponse de John Lennon fuse : « En tournant à gauche au Groenland. »
Devenus célèbres aux États-Unis, trônant au sommet des palmarès jusqu'à la fin de leur carrière, les Beatles viennent d'initier le mouvement connu sous le nom de « British Invasion », ouvrant la porte à leurs collègues britanniques, tels que les Rolling Stones, les Kinks, les Animals, les Who, qui vont à leur tour prendre d'assaut l'immense marché américain. Quant aux Beatles, leur retour aura lieu un an plus tard pour une deuxième grande tournée commençant par une prestation historique au Shea Stadium de New York le 15 août 1965.

### Programme et liste des concerts
Voici le programme typique des chansons interprétées par le groupe pendant cette tournée. 
1. Twist and Shout
2. You Can't Do That
3. All My Loving
4. She Loves You
5. Things We Said Today
6. Roll Over Beethoven
7. Can't Buy Me Love
8. If I Fell
9. I Want to Hold Your Hand
10. Boys
11. A Hard Day's Night
12. Long Tall Sally

Lors de quelques concerts, l’ordre des morceaux est modifié ainsi : I Saw Her Standing There joué en ouverture, Twist and Shout déplacé en conclusion, et She Loves You supprimé du programme. Pour leur concert à Kansas City au Missouri, les Beatles ont ouvert en interprétant le medley Kansas City/Hey, Hey, Hey, Hey, qui allait figurer sur leur album en préparation, Beatles for Sale.
| N° | Date                           | Ville                   | Lieu                       | Audience |
| -- | ------------------------------ | ----------------------- | -------------------------- | -------- |
| 1  | 19 août 1964                   | San Francisco, CA       | Cow Palace                 | 17 130   |
| 2  | 20 août 1964 (2 concerts)      | Las Vegas, NV           | Convention Center          | 16 000   |
| 3  | 20 août 1964 (2 concerts)      | Las Vegas, NV           | Convention Center          | 16 000   |
| 4  | 21 août 1964                   | Seattle, WA             | Seattle Coliseum           | 14 720   |
| 5  | 22 août 1964                   | Vancouver, CB           | Empire Stadium             | 20 261   |
| 6  | 23 août 1964                   | Los Angeles, CA         | Hollywood Bowl             | 18 700   |
| 7  | 26 août 1964                   | Denver, CO              | Red Rocks Amphitheatre     | 5 000    |
| 8  | 27 août 1964                   | Cincinnati, OH          | Cincinnati Gardens         | 14 000   |
| 9  | 28 août 1964                   | New York, NY            | Forest Hills Stadium       | 16 000   |
| 10 | 29 août 1964                   | New York, NY            | Forest Hills Stadium       | 16 000   |
| 11 | 30 août 1964                   | Atlantic City, NJ       | Convention Hall            | 19 000   |
| 12 | 2 septembre 1964               | Philadelphie, PA        | Convention Center          | 13 000   |
| 13 | 3 septembre 1964 (2 concerts)  | Indianapolis, IN        | State Fair Coliseum        | 30 000   |
| 14 | 3 septembre 1964 (2 concerts)  | Indianapolis, IN        | State Fair Coliseum        | 30 000   |
| 15 | 4 septembre 1964               | Milwaukee, WI           | Milwaukee Arena            | 1 000    |
| 16 | 5 septembre 1964               | Chicago, IL             | International Amphitheatre | 19 000   |
| 17 | 6 septembre 1964               | Détroit, MI             | Olympia Stadium            | inconnue |
| 18 | 7 septembre 1964 (2 concerts)  | Toronto, ON             | Maple Leaf Gardens         | 35 522   |
| 19 | 7 septembre 1964 (2 concerts)  | Toronto, ON             | Maple Leaf Gardens         | 35 522   |
| 20 | 8 septembre 1964 (2 concerts)  | Montréal, QC            | Forum de Montréal          | 21 000   |
| 21 | 8 septembre 1964 (2 concerts)  | Montréal, QC            | Forum de Montréal          | 21 000   |
| 22 | 11 septembre 1964              | Jacksonville, FL        | Gator Bowl Stadium         | 23 000   |
| 23 | 12 septembre 1964              | Boston, MA              | Boston Garden              | 13 909   |
| 24 | 13 septembre 1964 (2 concerts) | Baltimore, MD           | Baltimore Civic Center     | 13 000   |
| 25 | 13 septembre 1964 (2 concerts) | Baltimore, MD           | Baltimore Civic Center     | 13 000   |
| 26 | 14 septembre 1964              | Pittsburgh, PA          | Civic Arena                | 12 603   |
| 27 | 15 septembre 1964              | Cleveland, OH           | Public Auditorium          | 12 000   |
| 28 | 16 septembre 1964              | La Nouvelle-Orléans, LA | City Park Stadium          | 12 000   |
| 29 | 17 septembre 1964              | Kansas City, MO         | Municipal Stadium          | 20 208   |
| 30 | 18 septembre 1964              | Dallas, TX              | Memorial Coliseum          | 10 000   |
| 31 | 20 septembre 1964              | New York, NY            | Paramount Theatre          | 3 682    |

## Sources
- The Beatles, The Beatles Anthology, Paris, Seuil, 2000, 368 p. (ISBN 978-2-02-041880-5)
- Hunter Davies, Les Beatles : la biographie, Le Cherche Midi, 2004, 416 p., 20 cm × 26 cm, relié (ISBN 978-2-7491-0211-5)
- Brian Epstein, J'ai inventé les Beatles, Paris, Scali, 2008 (ISBN 978-2-35012-253-3)
- Tim Hill, The Beatles : Quatre garçons dans le vent, Paris, Place des Victoires, 2008, 448 p. (ISBN 978-2-84459-199-9)